# Oskrobek towarzyski
Oskrobek towarzyski (Cionus tuberculosus) – gatunek chrząszcza z rodziny ryjkowcowatych.

## Zasięg występowania
Europa, notowany w Albanii, Austrii, na Białorusi, w  Bośni i Hercegowinie, Bułgarii, Chorwacji, Czarnogórze, Czechach, Danii, we Francji ( w tym na Korsyce), w Grecji, Hiszpanii, Holandii, Niemczech, Norwegii, Polsce, Portugalii, Rumunii, Serbii, na Słowacji, w Słowenii, Szwajcarii, na Ukrainie, Węgrzech, w Wielkiej Brytanii, oraz we Włoszech (w tym na Sardynii i Sycylii).
W Polsce pospolity; w Europie Środkowej jest to jeden z najpospolitszych przedstawicieli rodzaju oskrobek.

## Budowa ciała
Osiąga 2,4-4,2 mm długości. Ryjek długi.
Przedplecze żółtobiałe po bokach i czarne pośrodku. Ryjek ciemny. Pokrywy szaro-czarne, pstrokate; w ich środkowej części, po obu stronach szwu, charakterystyczna okrągła, czarna plama plama z żółtą smugą poniżej.

## Biologia i ekologia

### Tryb życia i biotop
Preferuje tereny wilgotne, spotykany w wilgotnych lasach liściastych, okrajkach, zaroślach, na łąkach, polanach oraz piaszczystych i zamulonych brzegach wód płynących oraz stojących. Aktywny od maja do sierpnia.

### Odżywianie
Żeruje na trędowniku bulwiastym i namulniku brzegowym. Zjada wszystkie części roślin, w tym kwiaty. Larwy wygryzają w liściach okienkowate otwory.

### Rozród
Larwy przepoczwarczają się w kokonie mocno przytwierdzonym do liścia.